# نذير الزعبي
نذير الزعبي هو قاص وشاعر وكاتب سوري صدرت له عددٌ من الكتب والروايات والمجموعات القصصيّة لعلَّ أبرزها المجموعة القصصيّة التي صدرت تحت عنوان «أطياف صور» عن دار فضاءات للنشر والتوزيع حيثُ ضمَّت مجموعة من الوجدانيات والنصوص الأدبية، وقد جاء المؤلف بمئة صفحة من القطع الوسط، وزين غلافه بمجموعة من اللوحات التشكيلية، كما صدر له أيضًا رواية بعنوان «32 فهرنهايت» عن الدار العربية للعلوم ناشرون وهو كتابٌ من نمط الصياغات الأدبية المفتوحة، التي تجمع بين الشعر والرواية فضلًا عن رواية «يورو euro» التي طاف فيها الكاتب السوري في عددٍ من المواضيع من خلال قصّة عملة معدنيّة هي اليورو وكذا رواية «عبيل» التي لعبت الدور الأكبر في شهرة الكاتب محليًا في سوريا وعربيًا في باقي دول الخليج وشمال أفريقيا.

## المسيرة المهنيّة
اقتحمَ نذير الزعبي عالم الكتابة والتأليف والنشر منذ عام 2012، لكنَّ أشهر أعماله صدر عام 2014 عبر رواية «عشر ليال وليلى» التي صدرت عن الدار العربية للعلوم ناشرون في 207 صفحة. تنتمي هذه الرواية لمفهوم تجنيسي في السرد الروائي هو العجائب، حيث تخترقُ القصّة بوقائعها الزمان والمكان، ويلخص فيه السرد دلالات تحيل على الزمن الغابر، بقدر ما تحيل إلى لحظات زمنية راهنة دالة في حياة الشخصيات. تحدث نذير في هذه الرواية عن العصر العباسي وتحديدًا ليلى بائعة العطور في الدولة العباسية، كما انتقل للزمن الحاضر وتحديدًا ليلى الأميرة بثياب عاملة الغرف في بغداد وما بينهما من شخصيات. يتطرق نذير لموضوع العثور على منحوتات ورسالة تعود إلى العصر العباسي في عهد الملك الآشوري سنحاريب.
نشر نذير الزعبي في العام الموالي مجموعتهُ القصصيّة «32 فهرنهايت» عن الدار العربية للعلوم ناشرون أيضًا في 92 صفحة فقط. يتحدث نذير في هذه المجموعة القصصيّة عن التراث السردي العربي عبر شخصياته الروائية، فيسوقها على لسان الحيوان، والنبات، والأشياء. يُعرّج الكاتب السوري على المغامرات ويمزجُ الواقع بالخيال الكثير. افتتحَ نذير مجموعته بقصّة رمزية عنونها تحت اسم (الحوض) يقيم خلالها حوارًا بين الأسماك الصغيرة والأسماك الكبيرة، وقد حبستهم يد البشر في الحوض في لفتة من المؤلف إلى السّجن الكبير الذي يجمعُ البشر في هذه الحياة من دون أن يدروا، في ظن منهم أنهم أحرار. ضمَّ الكتاب عشرون قصة قصيرة: «الحوض»، «نور»، «فنجان قهوة»، «الصندوق»، «عودُ ثقاب»، «لسانُ الشِّعر»، «سولو»، «فِراء»، «دُبُّ قُطبيُّ وثلاجة»، «ثرثرة»، «الرصاصة الأولى»، «بوشار»، «النداء الأخير»، «صوتُ الصمت»، «السلام»، «ليست أضغاثاً»، «أبر أكادابرا»، «كزدورة»، «سنجابٌ وحباتُ كرز»، «32 فهرنهايت».
نشر الزعبي في نفس العام مجموعة قصصيّة ثانية بعنوان «أطياف صور» عن فضاءات للنشر والتوزيع في 99 صفحة. أتبعها بكتاب «يورو euro» (219 صفحة) الذي صدر الدار العربية للعلوم ناشرون وهي الدار التي تعاون معها الكاتب السوري في أكثر من مناسبة. حاول نذير الإجابة في هذا الكتاب عن تلك الأسئلة التي تجعل الشخص ينظرُ للأشياء من جانبٍ مختلف، وتجعله يدرك قيمة التفاصيل الصغيرة التي نادرًا ما يتأملها. قال نذير في حوار صحفيّ لاحق أنه انتقل في هذا الكتاب بالقارئ إلى عالمٍ تأمّلي شغوف بالتفاصيل الدقيقة، توحي له بأنّ عليه أن ينظر للأشياء من جوانب مواربة، مستخدمًا حواسه بالإضافة لعينيه، لأنه قد يرى في الأشياء ما لم يكن قد انتبه لوجودها من قبل. طرح الزعبي العديد من الأسئِلة دون أن تُتبَع بعلامات استفهام واضحة وذلك من خلال تسليط الضّوء على قطعة نقدية هي اليورو التي تجوبُ المدنَ متنقلة من جيبٍ لجيب، ومن يدٍ لأخرى.
تُعتبر رواية «عبيل» التي صدرت عن دار ثقافة للنشر والتوزيع في الخامس عشر من آذر/مارس 2019 في 261 صفحة أحد أشهر أعمال الروائي والشاعر السوري ففيها يتحدث نذير عن شخصيّة رجل مصاب بداء «العملقة النخامية» وقد مُنح جسدًا خخمًا وطولًا فارعًا ووجهًا دميمًا جعلهُ يخشى عيون الناس، حتى صار مادةً للتندر والسخرية، ولكن في نفس الوقت فإن هيئته الغريبة هذه سوف تجعل منه مادةً لسبق صحفي أولًا وعنوانًا لمشروع رواية ثانيًا ولوحة فنية ثالثًا وبطلاً لفيلم سينمائي عالمي يتحدث عن العماليق رابعًا ما جعل الصحفيين ومعدّي البرامج التلفزيونية يتهافتون عليه لإجراء حوارات معهُ، إلّا أن كل هذا لم يمنع عنه ذلك الشعور الموجع أنه لن يكون في يوم من الأيام مثل بقية البشر.

## قائمة أعماله
هذه قائمةٌ بأبرز أعمال الكاتب والروائي والشاعر السوري نذير الزعبي:
- يورو euro
- عشر ليال وليلى
- أطياف صور
- 32 فهرنهايت
- عبيل